# Sore mo Kitto Shiawase
«Sore mo Kitto Shiawase» (それもきっとしあわせ?) es el tercer y último sencillo de Ami Suzuki en su proyecto de colaboraciones con otros artistas llamado proyecto join. En este trabajo s econtó con la colaboraciones de la banda de J-Pop alternativo Kirinji. El sencillo fue lanzado al mercado el día 14 de marzo de 2007 bajo el sello avex trax.

## Detalles
El sencillo contiene aparte de la canción original una versión alternativa del mismo tema, y también la tercera y última parte de la serie de tres narration dramas titulados "join", y que culminan con la publicación de la película corta del mismo nombre, que fue incluida en unas de las ediciones del álbum "CONNETTA" con DVD incluido.

## Canciones
1. «Sore mo Kitto Shiawase» (それもきっとしあわせ?)
2. «Sore mo Kitto Shiawase» (それもきっとしあわせ?) "Basic Session Version"
3. «Narration Drama» 「join」 #3 ～the days after～

- Datos: Q3125202